# ヴィニョル
ヴィニョル （Vignols）は、フランス、ヌーヴェル＝アキテーヌ地域圏、コレーズ県のコミューン。

## 地理
中央高地に位置する村は、東側をヴェゼール川の支流ロワル川と接している。

## 歴史
ヴィニョルの名が初めて歴史上に登場するのは766年である。ピピン3世は村を荒らし略奪を行ったが、贖罪のためにリモージュ司教へ村を贈った。そのためにフランス革命までヴィニョルはサンテティエンヌ教会参事会の財産であった。陽光の降り注ぐ傾斜地は、リモージュ司教区全域のためにワインを供給していた。ヴィニョルの名はこの評判を表したブランド名であった。かつて毎年2000バレルのワインが生産されていたのである。しかし、この伝統は現在完全に消滅してしまっている。
第二次世界大戦までの村の繁栄を支えていたのは、農業とスレート採石であった。スレート石は今も村の多くの屋根を覆っている。1872年にリモージュ-ブリーヴ間の鉄道路線が建設されると、7箇所以上の壮大な石でできた高架橋が村にもたらされた。これは地元でとれるスレート石の輸送手段となった。
1905年、秋のある一週間で数トンのセップキノコが送り出された。その後、全ての小さなコミューンがそうであったように、ヴィニョルは45人の戦死という、戦争の重い代償を支払った。
戦前にはヴィニョルに1300人が暮らしていたが、2009年には580人ほどとなっている。

## 人口統計
| 1962年 | 1968年 | 1975年 | 1982年 | 1990年 | 1999年 | 2006年 | 2011年 |
| ------ | ------ | ------ | ------ | ------ | ------ | ------ | ------ |
| 701    | 655    | 587    | 605    | 582    | 563    | 564    | 592    |

参照元:1999年までEHESS、2004年以降INSEE